# William and Flora Hewlett Foundation

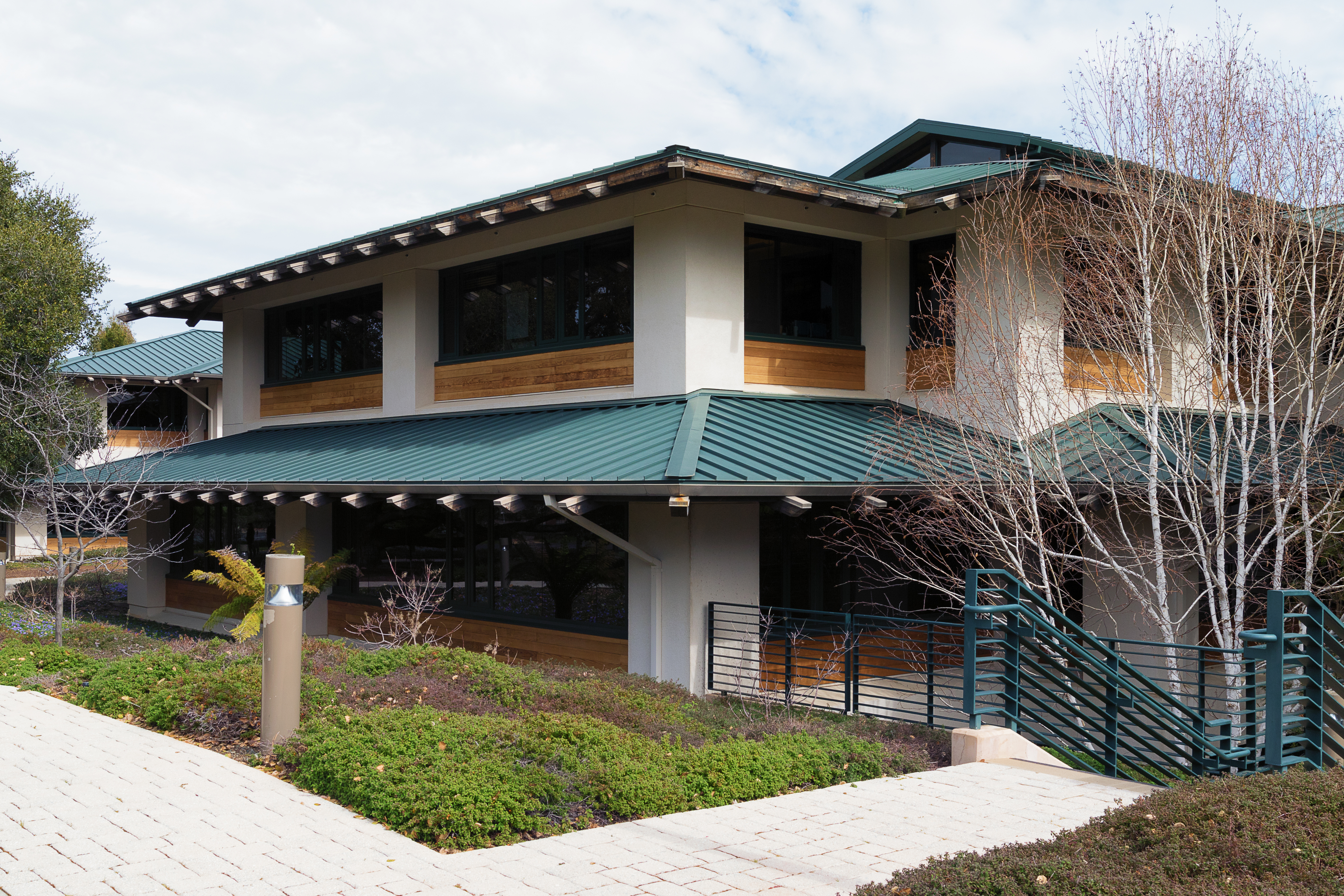
Das Büro der Hewlett Foundation in Menlo Park, Kalifornien

Die William and Flora Hewlett Foundation ist eine philanthropische Gesellschaft, die seit 1966 Projekte im sozialen und entwicklungspolitischen Bereich fördert. Die William and Flora Hewlett Foundation ist die sechstgrößte philanthropische Gesellschaft in den USA und verfügt über geschätzte 8 Milliarden US-Dollar Gesamtvermögen. Jedes Jahr werden 200 Millionen US-Dollar in Projekte investiert. William Hewlett, der die Stiftung zusammen mit seiner Frau Flora und seinem Sohn Walter ins Leben rief, war Mitbegründer des Technologie-Unternehmens Hewlett-Packard.
Die Foundation engagiert sich insbesondere auf dem Gebiet der Open Educational Resources und beteiligte sich insbesondere am Start der MIT OpenCourseWare, dem Vorreiter auf dem Gebiet der Freien Internetkurse, sowie an den Open Yale Courses.